# マリオ・ツァニン
マリオ・ツァニン（Mario Zanin、1940年7月3日 - ）は、イタリア、サンタ・ルチーア・ディ・ピアーヴェ出身の元自転車競技（ロードレース）選手。

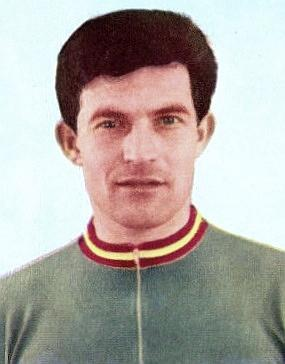
1964年東京オリンピックでのマリオ・ツァニン

## 経歴
1964年
- 東京オリンピック・個人ロードレース 優勝。

1965年、プロ転向。
1966年、ブエルタ・ア・エスパーニャ 区間1勝(第11)。
1968年、引退。